# Казачья застава
«Каза́чья заста́ва» — советский художественный фильм.

## Сюжет
В Первую мировую войну амурский казак Алексей Бутов ушёл на фронт. Вместе с другом Яковом состоял в отряде пластунов. В 1915 году его ранили во время диверсионной операции и он, думая, что умирает, попросил его бросить на вражеской территории. Ранение оказалось не смертельным и Бутов оказался в плену, откуда впоследствии бежал. Позже он участвовал в революции и в гражданской войне на стороне красных. Только в 1923 году довелось ему возвратиться в родную станицу на Амуре. И понимает, что земляки считают его погибшим ещё в 1915 году. Жена — замужем за его лучшим другом, и уже родила в этом браке дочь, а родной сын Алексея не признаёт отца. Но нужно как-то жить дальше, тем более, что надо защищать родной край от набегов хунхузов и оставшихся белогвардейцев, ставших обыкновенными бандитами, во главе которых стоит женщина...

## В ролях
- Борислав Брондуков — Алексей Бутов
- Яна Друзь — Мария
- Евгений Паперный — Яков
- Анна Твеленева — Анна
- Игорь Ледогоров — Терентий
- Василий Сорокин — Вася
- Константин Степанков — Парамон
- Болот Бейшеналиев — Лю Фан Чин
- Владимир Хотиненко — белобандит Семён
- Лев Перфилов — белобандит Ирод

## Съёмочная группа
- Автор сценария: Роман Солодовников
- Режиссёр: Виктор Живолуб
- Композитор: Геннадий Подэльский
- Операторы-постановщики: Евгений Беркут, Николай Гайл
- Художник-постановщик: Владимир Хотиненко